# Sender Wattkopf
Der Sender Wattkopf ist eine Sendeanlage des Südwestrundfunks (ehemals des Süddeutschen Rundfunks), die ursprünglich ausschließlich zur Verbreitung von analogen Hörfunksignalen diente. Seit 2011 dient die Sendeanlage auch dem Mobilfunk, dem Betriebsfunk der Verkehrsbetriebe Karlsruhe sowie dem digitalen Behördenfunk. Zudem wird seit November 2014 auch digitaler Hörfunk nach dem DAB+-Standard ausgestrahlt.
Der Sender ging 1996 in Betrieb und verwendet als Antennenträger einen 76 Meter hohen Stahlbetonturm.

## Frequenzen und Programme

### Analoger Hörfunk (UKW)
| Frequenz (MHz) | Programm               | Senderlogo | RDS PS   | RDS PI | Regionalisierung | ERP (kW) | Antennendiagramm rund (ND)/gerichtet (D) | Polarisation horizontal (H)/vertikal (V) |
| -------------- | ---------------------- | ---------- | -------- | ------ | ---------------- | -------- | ---------------------------------------- | ---------------------------------------- |
| 97,0           | SWR4 Baden-Württemberg |            | SWR4_KA_ | D804   | Baden Radio      | 20       | D (350–150°)                             | H                                        |

### Digitaler Hörfunk (DAB)
| Block                  | Programme (Datendienste) | ERP (kW) | Antennen- diagramm rund (ND), gerichtet (D) | Polarisation horizontal (H)/ vertikal (V) | Gleichwellennetz (SFN) |
| ---------------------- | --- | -------- | ------------------------------------------- | ----------------------------------------- | --- |
| 9D SWR BW N (D__00234) | DAB+ Block des SWR - SWR1 BW (112 kbps) - SWR Kultur (128 kbps) - SWR3 (Rheinland bis Bodensee) (112 kbps) - SWR4 HN (Studio Heilbronn) (112 kbps) - SWR4 KA (Studio Karlsruhe) (112 kbps) - SWR4 MA (Studio Mannheim) (112 kbps) - SWR4 S (Studio Stuttgart) (112 kbps) - SWR4 UL (Studio Ulm) (112 kbps) - SWR Aktuell (72 kbps) - DASDING (112 kbps) - EPG (24 kbps) - TPEG (16 kbps) | 5        | ND                                          | V                                         | Aalen, Baden-Baden (Merkur), Bad Mergentheim (Am Kettenwald), Buchen (Odenwald), Ettlingen (Wattkopf), Hardberg, Heidelberg (Königstuhl), Heidenheim-Osterholz, Heilbronn (Weinsberg), Herbrechtingen, Langenbrand, Mannheim-Oststadt, Mühlacker, Murgtal (Draberg), Geislingen (Oberböhringen), Schwäbisch Gmünd, Stuttgart (Fernsehturm), Stuttgart (Funkhaus), Waldenburg (Friedrichsberg), Wertheim |